# Brummer-Klasse (1884)
Die Brummer-Klasse war eine Klasse von zwei Panzerkanonenbooten der deutschen Kaiserlichen Marine. Sie war benannt nach der 1884 in Dienst gestellten Brummer und bildete die zweite Klasse dieses Typs. Sie wurde, ebenso wie die vorangegangene Wespe-Klasse, von der AG Weser in Bremen gebaut.

## Technik
Bei der Entwicklung der Brummer-Klasse spielten die Einführung des Torpedos sowie die Erwartungen an seine Einsatzmöglichkeiten und Wirkungsweise eine wichtige Rolle. Auch das Aufkommen gepanzerter Kriegsschiffe brachte Unsicherheiten hinsichtlich der taktisch-technischen Gestaltung von Neubauten mit sich. Unter anderem führte dies zum Bau flachgehender gepanzerter Kanonenboote zur Küstenverteidigung, deren erste Vertreter bei der Kaiserlichen Marine die Wespe-Klasse war. Die Brummer-Klasse baute auf ihrer Konzeption auf.
Die beiden Kanonenboote der Brummer-Klasse waren schlanker als ihre Vorgänger. Bei einer Konstruktionsverdrängung von 867 t betrug die maximale Verdrängung 929 t. Die Schiffe waren insgesamt 64,80 m lang, wobei die Konstruktionswasserlinie eine Länge von 62,6 m aufwies. Die maximale Breite betrug 8,5 m. Der Tiefgang belief sich bei maximaler Verdrängung auf 2,68 m vorn und 4,77 m achtern. Der als Querspant-Stahlbau ausgeführte Rumpf war zur Erhöhung der Sinksicherheit in acht wasserdichte Abteilungen unterteilt.
Für den Betrieb der elektrischen Ausrüstung der Schiffe standen zwei Generatoren zur Verfügung, die eine Spannung von 65 Volt und eine maximale Leistung von 9,75 kW erzeugten.
Die etatmäßige Besatzung der Schiffe bestand anfangs aus fünf Offizieren und 73 Mannschaften. Im Lauf der Einsatzzeit wurde die Anzahl auf drei Offiziere und 62 Mannschaften reduziert.
Die Schiffe der Brummer-Klasse waren, im Gegensatz zu ihren Vorgängern, gute Seeschiffe. Bei Gegensee war ihr Fahrtverlust nur gering. Jedoch nahmen die Schiffe viel Wasser über und waren insgesamt sehr nass. Auch neigten sie bei Dwarssee zu einem starken Schlingern von bis zu 35°.

### Antriebsanlage
Die Antriebsanlage bestand aus zwei Lokomotivkesseln, die mit insgesamt vier Feuern geheizt wurden und in einem gemeinsamen Kesselraum untergebracht waren. Sie verfügten über eine Heizfläche von 510 m² und erzeugten einen Betriebsdruck von 7 atü. Die Kessel versorgten jeweils eine zweizylindrige Zweifachexpansionsmaschine, die zusammen eine maximale Leistung von 1.658 PSi bei der Brummer sowie 2.081 PSi bei der Bremse erzeugten. Die beiden in einem gemeinsamen Maschinenraum befindlichen Maschinen wirkten auf eine gemeinsame Welle und trieben eine vierflügelige Schraube mit 3,6 m Durchmesser an. In Verbindung mit einer deutlich leistungsstärkeren Antriebsanlage erreichten die Schiffe der Brummer-Klasse mit 14,1 bzw. 15,2 kn deutlich höhere Geschwindigkeiten als ihre Vorgänger und waren somit auch als Aufklärungsschiffe für die Flotte sowie als Führerschiffe für Torpedoboote einsetzbar. Der an Bord befindliche Brennstoffvorrat von 68 t Kohle ermöglichte eine Dampfstrecke von 1.370 sm bei einer Geschwindigkeit von 10 kn. Die Schiffe verfügten über ein Ruder.

### Panzerung
Auf einen Gürtelpanzer – bei der Wespe-Klasse vorhanden – wurde verzichtet, jedoch für das Oberdeck eine Compound-Panzerung von maximal 40 mm Verbundstahl vorgesehen, die auf 200 mm Teakholz aufgebracht wurde. Die Panzerung bestand aus einem von der Dillinger Hütte neu entwickelten Material. Außerdem wurden die vorhandenen Sülle mit einer Panzerung von 160 mm versehen, deren Untergrund ebenfalls 200 mm Teakholz bildete.

### Bewaffnung
Anstelle eines schwer zu bedienenden 30,5 cm-Geschützes wählte man bei der Brummer-Klasse ein solches mit einem Kaliber von 21 cm als Hauptgeschütz der Kanonenboote. Dieses verfügte über einen Höhenrichtbereich von −8° bis +13° und erreichte eine Schussweite von 7900 Meter. Für das Hauptgeschütz wurden 50 Schuss Munition mitgeführt. Zusätzlich wurden ein Geschütz mit Kaliber 8,7 cm, für das 75 Schuss vorhanden waren, sowie zwei Revolverkanonen mit einem Kaliber von 3,7 cm eingebaut. Darüber hinaus war ein im Bug montiertes Unterwassertorpedorohr mit einem Durchmesser von 35 cm vorhanden, für das drei Torpedos an Bord waren.

## Einsatz
Die Schiffe der Brummer-Klasse waren ursprünglich für die Küstenverteidigung sowie für den Einsatz in der Flotte entworfen. Neben einigen Einsätzen als Aufklärer während der Manöver der Übungsflotte wurden die beiden Schiffe jedoch hauptsächlich als Führerboot für Torpedoboote sowie im Fischereischutz eingesetzt. Die Brummer wurde später auch als Schulschiff für Maschinenwaffen genutzt. Obwohl jünger, wurden beide Einheiten bereits vor denen der Wespe-Klasse aus der Liste der Kriegsschiffe gestrichen.

## Schiffe derBrummer-Klasse
- Brummer: Stapellauf am 5. Januar 1884. Erstmals wurde das Schiff am 10. Oktober 1884 in Dienst gestellt. Einer anfänglichen Verwendung als Führungsboot für Torpedoboote folgte zwischen 1892 und 1894 zunächst der Einsatz als Tender, später im Fischereischutz. Ab 1900 wurde das Schiff zur Ausbildung an Maschinenwaffen genutzt. Am 25. Mai 1907 erfolgte die Streichung aus der Liste der Kriegsschiffe. Die Brummer wurde mehrere Jahre als Lagerhulk verwendet und 1922 in Wilhelmshaven abgewrackt.
- Bremse: Stapellauf am 29. März 1884. Die erste Indienststellung fand am 22. Dezember 1884 statt. Nach den Probefahrten folgte eine sechsjährige Reservezeit. 1891 und 1892 wurde das Schiff im Fischereischutz eingesetzt, ebenso im Jahr 1902. Die Bremse wurde am 10. März 1903 aus der Liste der Kriegsschiffe gestrichen. Der Rumpf wurde in Düsseldorf als Prahm aufgebraucht.